# Championnat de France FFSA GT 2004
Navigation
édition précédente édition suivante
Le Championnat de France FFSA GT 2004 est la huitième édition du championnat.

## Engagés
| Équipe | Voiture              | No. | Pilote             | Cat. | Manches |
| ------ | -------------------- | --- | ------------------ | ---- | ------- |
| VBM    | Chrysler Viper GTS-R | 1   | Patrick Bornhauser | GT   | 1       |
| VBM    | Chrysler Viper GTS-R | 1   | Olivier Thévenin   | GT   | 1       |

| Icône                   | Catégorie                              |
| ----------------------- | -------------------------------------- |
| GT                      | GT: Voitures du règlement FIA-GT       |
| N-GT                    | N-GT: Voitures du règlement FIA-NGT    |
| Coupe de France FFSA GT |                                        |
| C1                      | Coupe 1: Voitures des Coupes monotypes |
| C2                      | Coupe 2: Voitures des Coupes monotypes |

## Calendrier de la saison 2004
| Manche | Manche | Date         | Meeting                                                                | Circuit                       | Lieu         | Région/Pays                  |
| ------ | ------ | ------------ | ---------------------------------------------------------------------- | ----------------------------- | ------------ | ---------------------------- |
| 1      | C1     | 11 avril     | Super Série FFSA Nogaro / Coupes de Pâques Aurore                      | Circuit Paul Armagnac         | Nogaro       | Midi-Pyrénées, France        |
| 1      | C2     | 12 avril     | Super Série FFSA Nogaro / Coupes de Pâques Aurore                      | Circuit Paul Armagnac         | Nogaro       | Midi-Pyrénées, France        |
| 2      | C1     | 1er mai      | Super Série FFSA Lédenon / Grand Prix Aurore Nîmes-Lédenon             | Circuit de Lédenon            | Lédenon      | Languedoc-Roussillon, France |
| 2      | C2     | 2 mai        | Super Série FFSA Lédenon / Grand Prix Aurore Nîmes-Lédenon             | Circuit de Lédenon            | Lédenon      | Languedoc-Roussillon, France |
| 3      | C1     | 15 mai       | Super Série FFSA Val de Vienne / Coupes du Val de Vienne               | Circuit du Val de Vienne      | Le Vigeant   | Poitou-Charentes, France     |
| 3      | C2     | 16 mai       | Super Série FFSA Val de Vienne / Coupes du Val de Vienne               | Circuit du Val de Vienne      | Le Vigeant   | Poitou-Charentes, France     |
| 4      | C1     | 19 juin      | Super Série FFSA Dijon / Grand Prix Aurore Dijon-Côte d'Or             | Circuit Dijon-Prenois         | Prenois      | Bourgogne, France            |
| 4      | C2     | 20 juin      | Super Série FFSA Dijon / Grand Prix Aurore Dijon-Côte d'Or             | Circuit Dijon-Prenois         | Prenois      | Bourgogne, France            |
| 5      | C1     | 4 septembre  | Super Série FFSA Albi / Grand Prix d'Albi                              | Circuit d'Albi                | Le Séquestre | Midi-Pyrénées, France        |
| 5      | C2     | 5 septembre  | Super Série FFSA Albi / Grand Prix d'Albi                              | Circuit d'Albi                | Le Séquestre | Midi-Pyrénées, France        |
| 6      | C1     | 25 septembre | Super Série FFSA Le Mans                                               | Circuit Bugatti               | Le Mans      | Pays de la Loire, France     |
| 6      | C2     | 26 septembre | Super Série FFSA Le Mans                                               | Circuit Bugatti               | Le Mans      | Pays de la Loire, France     |
| 7      | C1     | 16 octobre   | Super Série FFSA Magny-Cours / Grand Prix Aurore de Nevers Magny-Cours | Circuit de Nevers Magny-Cours | Magny-Cours  | Bourgogne, France            |
| 7      | C2     | 17 octobre   | Super Série FFSA Magny-Cours / Grand Prix Aurore de Nevers Magny-Cours | Circuit de Nevers Magny-Cours | Magny-Cours  | Bourgogne, France            |

## Résultats de la saison 2004
| Manche | Manche | Meeting | Vainqueur SGT | Vainqueur GT | Vainqueur Coupe |
| ------ | ------ | ------- | ------------- | ------------ | --------------- |
| 1      | C1     |         |               |              |                 |
| 1      | C1     |         |               |              |                 |
| 1      | C2     |         |               |              |                 |
| 1      |        |         |               |              |                 |